# 비이성애
비이성애(非異性愛, 영어: non-heterosexuality)는 감정적, 성적 끌림 혹은 성적 정체성이 이성애가 아닌 경우를 말한다.
비이성애는 이성애가 아닌 성적 지향이나 성적 정체성을 가리키는 말이다. 이 용어는 "무엇이 규범이고 특정 그룹이 그 규범과 어떻게 다른지에 대한 개념"을 정의하는 데 도움이 된다. 비이성애는 페미니스트 및 젠더 연구 분야뿐만 아니라 일반 학술 문헌에서 선택, 규정 및 단순 가정된 성적 정체성을 구별하는 데 도움이 되며 이러한 성적 정체성의 의미에 대한 다양한 이해와 함께 사용된다. 이 용어는 퀴어와 비슷하지만 덜 정치적이고 더 임상적이다. 퀴어는 일반적으로 비규범적이고 비이성애자임을 의미한다. 어떤 사람들은 이 용어가 "이성애의 인식된 규범에 반대하는 레이블을 지정하여 이성애 규범성을 강화"하기 때문에 논쟁의 여지가 있고 경멸적인 것으로 간주한다. 또 다른 사람들은 비이성애가 연구에서 일관성을 유지하는 데 유용한 유일한 용어라고 말하며 "성 정체성에 관한 우리 언어의 결점을 강조"한다고 이야기한다.

## 같이 보기
- 젠더 이분법
- 이성애적 성차별